# فيروس الليشمانيا
فيروس الليشمانيا (بالإنجليزية: Leishmaniavirus)‏ جنس من عائلة الفيروسات الخمرية تم اكتشافه في بضعة ذراري الليشمانيا، أغلبها من العالم الجديد مثل الليشمانيا البرازيلية والليشمانية الغيانية، وفي ذرية واحدة من الليشمانيا الكبيرة. جينوم الفيروس عبارة عن حمض نووي ريبوزي ذي طاقين بطول نحو 5300 نوكليوتيد.